# 墨脱纹胸鮡
墨脱纹胸鮡（学名：Glyptothorax annandalei）为輻鰭魚綱鯰形目鮡科纹胸鮡属的鱼类。分布于印度、尼泊尔以及西藏雅鲁藏布江等，體長可達11.5公分，棲息在山地溪流底層水域，生活習性不明。该物种的模式产地在印度尼吉利山。